# バルトシュ・サラモン
バルトシュ・サラモン（Bartosz Salamon, 1991年5月1日 - ）は、ポーランド・ポズナン出身のサッカー選手。レフ・ポズナン所属。ポーランド代表。ポジションはDF、MF。

## 経歴
2005年からレフ・ポズナンのユースチームに所属し、2007年にイタリアのブレシア・カルチョに移籍した。2008年5月3日、モデナFC戦でプロデビューを果たした。2009年8月9日、コッパ・イタリアのラヴェンナ・カルチョ戦でプロ初ゴールを記録した。2010年7月、USフォッジャにレンタル移籍した。
2013年1月ACミランへ移籍した。2013年7月11日、アンドレア・ポーリの共同保有権とのトレードで共同保有でUCサンプドリアに移籍。2014年6月9日には保有権の完全買い取りが発表された。同年9月1日、セリエBのデルフィーノ・ペスカーラ1936に期限付き移籍することが決定した。
2015年8月31日、カリアリ・カルチョに移籍し、再びセリエBでプレーすることとなった。
2017-18シーズンはセリエAに昇格したS.P.A.L.へのローンでプレー。リーグ戦22試合に出場しクラブのセリエA残留に貢献すると、シーズン終了後に買い取りオプションが行使された。
2018年8月9日、セリエAに復帰したフロジノーネ・カルチョへ買い取り義務付きのシーズンローンとなった。
2022年1月9日、レフ・ポズナンに3年半契約で移籍した。

## 代表歴
ポーランド代表としてU-21代表でプレーしている。

## タイトル
カリアリ
- セリエB : 2015-16

レフ・ポズナン
- エクストラクラサ : 2021-22